# حبس رنگ
حبس رنگ یا تحدید رنگ (به انگلیسی: Color confinement)، اشاره به این پدیده دارد که ذرات دارای بار رنگ (مانند کوارک‌ها)   نمی‌توانند به صورت جدا و مستقل وجود داشته باشند و به همین دلیل قابل مشاهده مستقیم نیستند.
کوارک‌ها به طور پیش‌فرض به هم می‌پیوندند تا تشکیل هادرون بدهند. دو نوع مختلف هادرون عبارت‌اند از مزون (یک کوارک و یک پادکوارک) و باریون (سه کوارک).
کوارک‌های تشکیل‌دهنده هادرون‌ها را نمی‌توان از هادرون‌ها جدا کرد و به همین دلیل است که در حال حاضر کوارک‌ها قابل مطالعه در سطحی نزدیک‌تر از هادرون‌ها نیستند.